# Bantia marmorata
Bantia marmorata är en bönsyrseart som beskrevs av Henri Saussure och Leo Zehntner 1894. Bantia marmorata ingår i släktet Bantia och familjen Thespidae. Inga underarter finns listade i Catalogue of Life.